# Micrathena guayas
Micrathena guayas är en spindelart som beskrevs av Levi 1985. Micrathena guayas ingår i släktet Micrathena och familjen hjulspindlar.
Artens utbredningsområde är Ecuador. Inga underarter finns listade i Catalogue of Life.